# Paul Dano
Paul Franklin Dano (ur. 19 czerwca 1984 w Nowym Jorku) – amerykański aktor, reżyser, scenarzysta i producent filmowy, a także piosenkarz i muzyk.
Zasiadał w jury konkursu głównego na 76. MFF w Cannes (2023).

## Życie prywatne
Jest związany z aktorką Zoe Kazan, z którą ma syna i córkę.

## Filmy
- 2000: Nasz nowy dom (The Newcomers) jako Joel
- 2001: L.I.E. jako Howie Blitzer
- 2002: Za młody na ojca (Too Young to Be a Dad) jako Matt
- 2004: Dziewczyna z sąsiedztwa (The Girl Next Door) jako Klitz
- 2004: Light and the Sufferer jako Don
- 2004: Złodziej życia (Taking Lives) jako młody Asher
- 2005: Ballada o Jacku i Rose[4] jako Thadius
- 2005: Król (The King) jako Paul
- 2006: Fast Food Nation jako Brian
- 2006: Weapons jako Chris
- 2006: Mała miss (Little Miss Sunshine[5]) jako Dwayne
- 2007: Aż poleje się krew (There Will Be Blood[5]) jako Eli Sunday
- 2010: Wybuchowa para (Knight and Day) jako Simon Feck
- 2011: Kowboje i obcy (Cowboys & Aliens) jako Percy Dolarhyde
- 2012: Dla Ellen (For Ellen) jako Joby Taylor
- 2012: Looper – Pętla czasu (Looper) jako  Seth
- 2012: Ruby Sparks jako Calvin Weir-Fields
- 2013: Zniewolony. 12 Years a Slave[6][5]) jako Tibeats
- 2013: Labirynt (Prisoners) jako Alex
- 2015: Młodość (La giovinezza) jako Jimmy Tree
- 2016: Człowiek-scyzoryk (Swiss Army Man) jako Hank
- 2017: Okja (2017) jako Jay
- 2021: Winni jako Matthew Fontenot (głos)
- 2022: Batman jako Edward Nashton / Riddler
- 2022: Fabelmanowie jako Burt Fabelman

## Seriale
- 1998: Inny w klasie (Smart Guy) jako Nicholas
- 2002–2004: Rodzina Soprano (The Sopranos) jako Patrick Whalen
- 2016: Wojna i pokój (War & Peace) jako Piotr Bezuchow
- 2018: Ucieczka z Dannemory (Escape at Dannemora) jako David Sweat